# Palermo (provincie)
Palermo (afgekort: PA) was tot 2015 een provincie van de Italiaanse autonome regio Sicilië. De opvolger is de metropolitane stad Palermo. De hoofdstad is de stad Palermo, tevens hoofdstad en grootste stad van Sicilië.
De provincie was 4990 km² groot en telde 1,2 miljoen inwoners, waarvan ongeveer de helft in de hoofdstad woonde.
Tot de provincie behoorde het grootste deel van de aan de Tyrreense Zee liggende noordkust van het eiland, alsmede het grootste gedeelte van het noordwestelijke binnenland. De provincie grensde bijvoorbeeld aan de gemeente Enna, dat zelf echter hoofdstad van een eigen provincie is. Ook het eiland Ustica, 70 kilometer ten noorden van de stad Palermo, hoorde bij de provincie.
De voornaamste plaatsen naast Palermo waren Bagheria, Monreale, Termini Imerese en Cefalù. De voornaamste rivier was de Torto.
Palermo grensde aan de provincies Trapani, Enna, Caltanissetta, Agrigento en Messina.